# Basteröds hällristningar

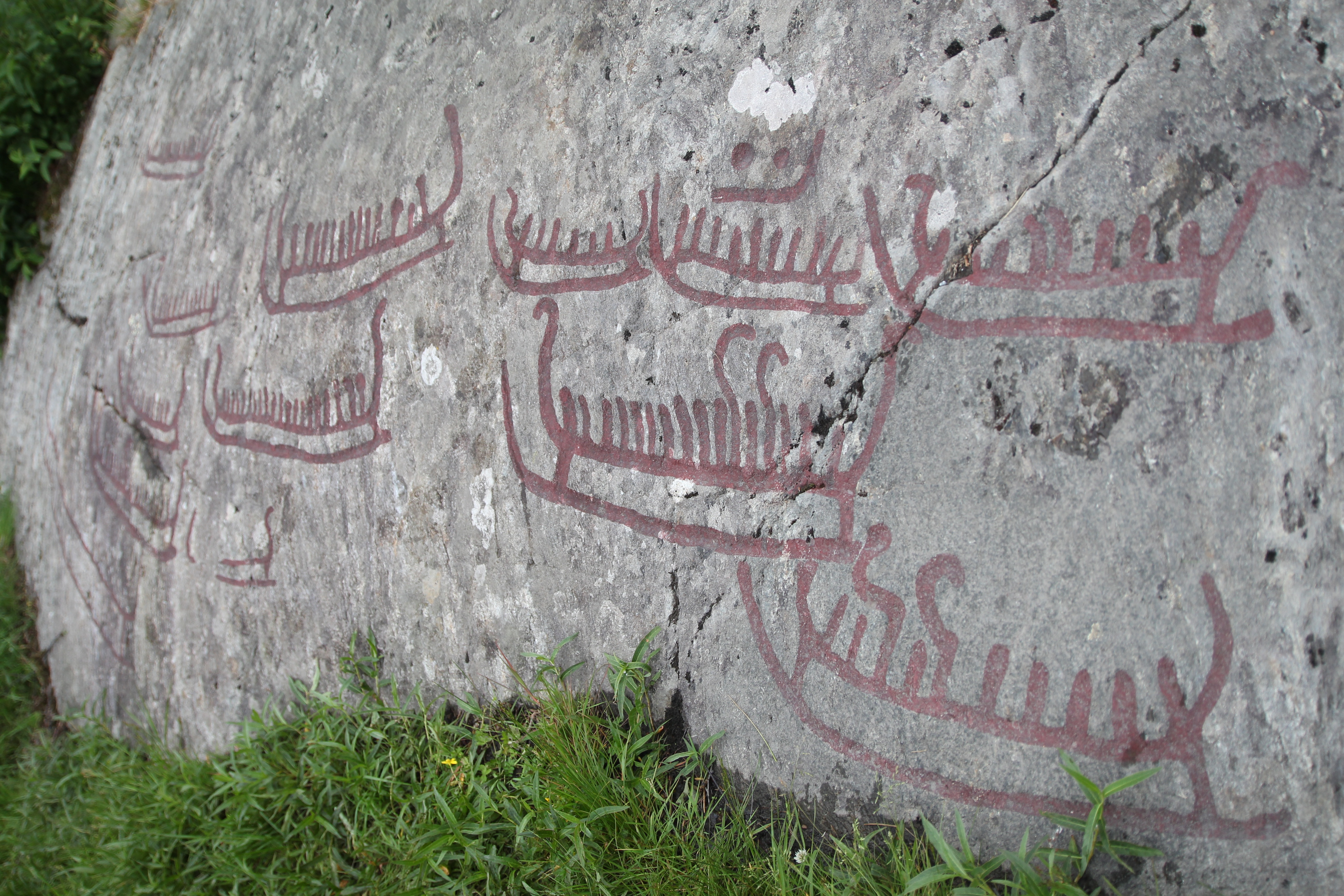
Hällristning i Basteröd daterad till 1800 - 500 f Kr. med totalt 15 skepp seglandes sydost.

Basteröds hällristningar i Klövedals socken i Tjörns kommun är södra Bohusläns rikaste hällristningsområde med drygt 70 olika figurristningar samt förekomster av skålgropar, daterade till bronsåldern 1800-500 f Kr.
Hällristningen vid Basteröd finns omnämnd redan 1882, då som öns enda kända figursättning. Över hällen seglar en flotta av 15 skepp mot sydost. Där finns också Tjörns största hällristningsskepp, 157 cm långt.
Två av skeppen på hällristningarna i Basteröd är försedda med bågformade, schematiskt tecknade lurblåsare, tolkade som tidens musikinstrument. Figurerna är inhuggna i hällen med ovanligt kraftiga linjer.
I backsluttningen har torpet Grogrinden legat.
Hällristingarna ligger precis invid vägkorsningen där vägen från Hällene och Pilane gravfält kommer fram. Se bildens koordinater för exakt geografisk position.